# Argostemma humifusum
Argostemma humifusum är en måreväxtart som beskrevs av William Wright Smith. Argostemma humifusum ingår i släktet Argostemma och familjen måreväxter. Inga underarter finns listade i Catalogue of Life.